# دافي ويتني
دافي ويتني (بالإنجليزية: Davey Whitney)‏ هو مدرب كرة سلة أمريكي، ولد في 8 يناير 1930 في ميدواي في الولايات المتحدة، وتوفي في 10 مايو 2015 في بيلوكسي في الولايات المتحدة.

## روابط خارجية
- دافي ويتني على موقع قاعة المشاهير الجامعة الوطنية لكرة السلة (الإنجليزية)
- دافي ويتني على موقع كلية كرة السلة في سبورتس رفرنس.كوم (الإنجليزية)